# 中正路 (桃園區)
25°00′02″N 121°18′27″E / 25.0005862°N 121.3073671°E
中正路為台灣桃園市桃園區的重要幹道之一，由南到北縱貫桃園市區，全線不分段。南起大同路（桃園車站前），北接蘆竹區中正北路。起點處到慈文路口間為雙向一線快速車道，慈文路口到終點處則為有中央分隔島的雙向二線快速車道。
中正路是桃園區最重要的經濟動脈之一，所經之處盡是繁華的商業地帶，包含桃園區的兩大商圏：桃園站前商圈與桃園藝文特區。興建中的桃園捷運綠線（桃園車站至蘆興埤站間）即沿著中正路運行，並於此設置六座地下車站。

## 沿線景觀

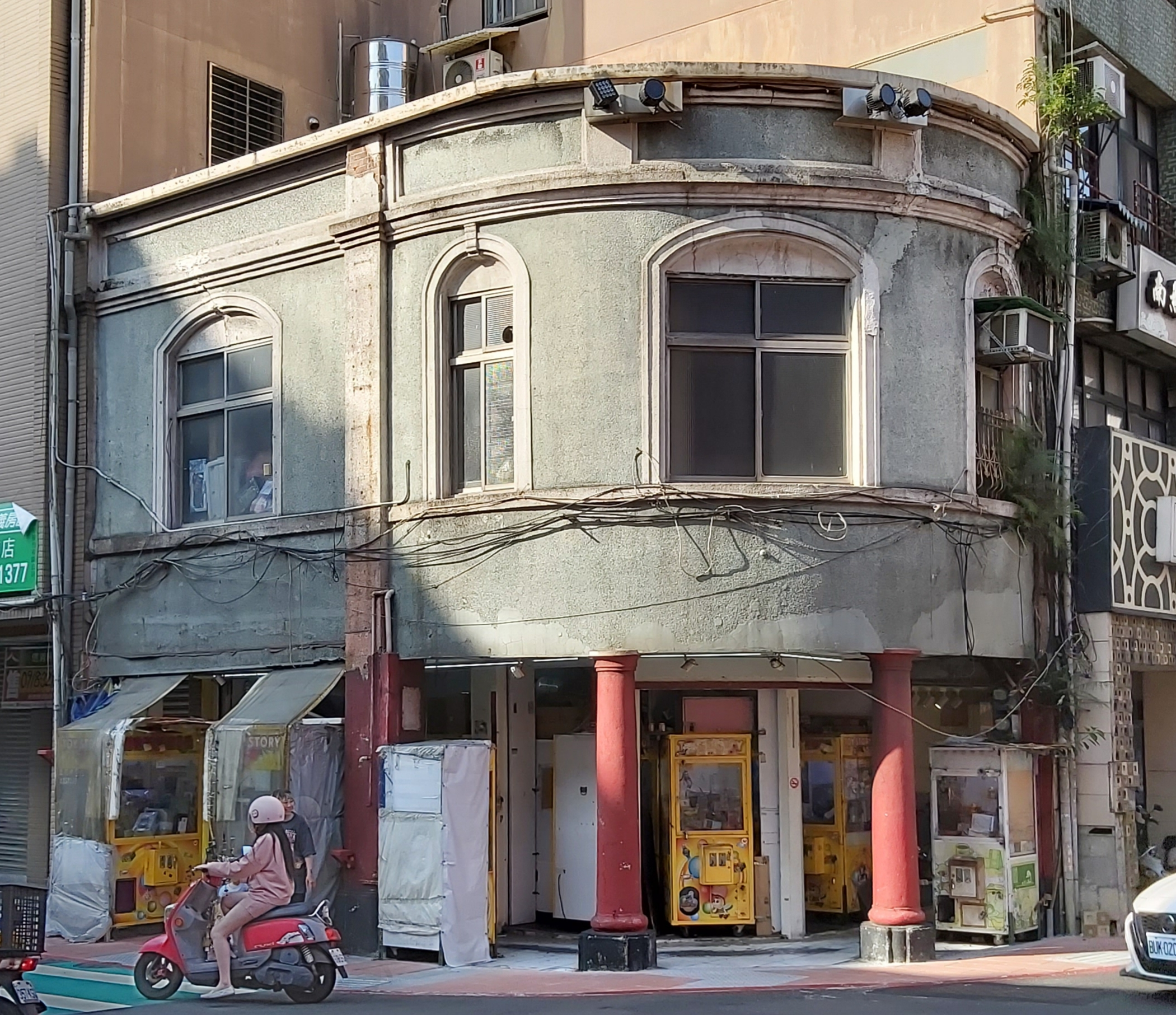
中正路街屋

- 桃園車站
- 新光三越桃園站前店
- 遠東百貨桃園店
- 台灣銀行桃園分行
- 統領百貨桃園店
- 彰化銀行桃園分行
- 渣打國際商業銀行桃園分行
- 桃園市桃園信用合作社
- 華南銀行桃園分行
- 桃園景福宮
- 桃園果菜市場
- 國泰世華銀行北桃園分行
- 渣打國際商業銀行永安分行
- 桃園觀光夜市
- 桃園市立慈文國民中學
- 桃園展演中心
- 法務部行政執行署桃園分署